# Rio Kosi
O rio Kosi (em hindi: कोसी नदी) ou Koshi (em nepali: कोशी नदी), também conhecido como Saptakoshi (em nepali: सप्तकोशी) devido aos seus sete afluentes dos Himalaias, é um rio transfronteiriço do Nepal e da Índia (estado de Bihar). Alguns dos seus afluentes nascem no Tibete. É um dos maiores afluentes do rio Ganges, no qual desagua pela margem norte.
Junto com seus afluentes, o rio drena 2 940 km² no Tibete, 30 700 km² no Nepal (na parte oriental do país) e 9 200 km² na Índia.
Da nascente corre na direção leste, drenando as águas de toda a região. Então, após receber as águas de vários afluentes como os rios Sun Kosi, Arun e Tamur, vira para o sul, seguindo nesta mesma direção e recebendo vários outros afluentes. Após correr cerca de 250 km entra no norte da Índia, ainda rumo ao sul. Então vira-se para o sudeste e assim permanece até se encontrar com as águas do rio Ganges.
Tem cerca de 729 km de extensão. Entre as principais cidades que banha estão Biratnagar, Purnia e Katihar.